# Заозерье (озеро)
Заозе́рье — озеро (водохранилище), расположенное в Окуловском районе Новгородской области. Исток реки Перетна.

## Географическое положение
Расположено в восточной части территории Берёзовикского сельского поселения на высоте 144,8 метров над уровнем моря, в 7 километрах западнее города Окуловка на шоссе 49K-06 (Боровичи—Крестцы). На берегу озера находятся населённые пункты Заозерье, Забродье, Корытница и Снарево.

## География
Площадь озера составляет 837 га (7,1 км²), длина — около 5 км, ширина — в среднем 4 км. Площадь водосборного бассейна — 672 км². Максимальная глубина составляет 8 метров, средняя — 2,5 метра. Прозрачность воды в озере достигает 1,5 метров, однако в летний и осенний период уменьшается до 0,5 м в связи с активным размножением растительного планктона. По происхождению ледниковое. Берега пологие, в основном низкие, по береговой линии встречаются мелкие холмы. Дно озера песчаное, его поверхность волнистая. Имеется несколько островов. По берегам лес, преимущественно берёзовый. Вода в озере имеет зеленоватый цвет в связи с обитанием там растительного планктона.

### Притоки
В северной части в озеро впадает река Крапивенка, в западной — река Дорка (Поповка). Также в Заозерье впадает несколько ручьёв. На западе Заозерье через протоку в озеро Мосно сообщается с озёрами Перетно и Нало. Озеро сточное, сток осуществляется через реку Перетна.

## Флора и фауна
В озере обитают ёрш, карась, карп, линь, лещ, налим, окунь, плотва, ряпушка, снеток, уклея, щука.

## Данные водного реестра
По данным государственного водного реестра России относится к Балтийскому бассейновому округу, водохозяйственный участок — Мста без р. Шлина от истока до Вышневолоцкого г/у, речной подбассейн — Волхов. Относится к речному бассейну реки Нева (включая бассейны рек Онежского и Ладожского озера).
Код объекта в государственном водном реестре — 01040200221402000022158.